# Habropoda tumidifrons
Habropoda tumidifrons är en biart som beskrevs av Maurits Anne Lieftinck 1974. Habropoda tumidifrons ingår i släktet Habropoda och familjen långtungebin. Inga underarter finns listade i Catalogue of Life.